# Саратовский троллейбус
Сара́товский тролле́йбус — троллейбусная система города Саратова. Открытие троллейбусного движения состоялось 6 ноября 1952 года. Перевозку пассажиров осуществляет МУПП «Саратовгорэлектротранс».
Связана линией на автодорожном мосту через Волгу с троллейбусом Энгельса. С 2004 по 2021 год троллейбусные системы были разделены.

## Хроника

### 1950-е
1952 год
6 ноября открыта первая линия в центре города, проложенная на месте снятых трамвайных путей по ул. Ленина от пл. Дзержинского до ул. Радищева.
Кольцо на ул. Радищева располагалось вокруг исторического факультета СГУ (до революции — Биржа, после истфака — корпус Поволжского института управления имени П. А. Столыпина, а ныне Радищевского музея). Движение по новому маршруту «Железнодорожный вокзал — площадь Революции» открыли 5 троллейбусов МТБ-82Д, базировавшиеся в ремонтных мастерских трамвайно-троллейбусного управления.
1953 год
4 февраля открыта вторая очередь линии, построено 10 км контактной сети по ул. Ленина (Московская) от ул. Радищева до Музейной площади, троллейбусный парк вырос до 10 машин.
C открытием второй очереди продлён ранее открытый маршрут «Железнодорожный вокзал — Музейная площадь». Разворот троллейбусов на Музейной площади осуществлялся вокруг Троицкого собора.
В течение года троллейбусный парк вырос до 15 машин.
1954 год
1 мая открыто движение по линии в центре города, также проложенной на месте снятых трамвайных путей:
- ул. Аткарская, ул. 20 лет ВЛКСМ (Большая Казачья), ул. Университетская, ул. Вавилова, пл. и проспект Кирова (просп. П. Столыпина), ул. Волжская, кольцо: ул. Комсомольская — ул. Революционная (Григорьева) — ул. Некрасова; от Железнодорожного вокзала до ул. Комсомольской.

С открытием новой линии утверждена схема маршрутов:
- № 1 «Железнодорожный вокзал — Музейная площадь» (присвоен номер).
- № 2 «Железнодорожный вокзал — ул. Комсомольская» (организован на новой линии).

1955 год
18 апреля продлена открытая ранее линия
- ул. Октябрьская, кольцо: ул. Чернышевского — Князевский взвоз — ул. Покровская; от ул. Комсомольской до ул. Покровской (Лермонтова).

С открытием линии продлен ранее открытый маршрут
- № 2 «Железнодорожный вокзал — Волга».

Старое оборотное кольцо маршрута оставили для служебного использования, оно существовало и в 1968 году.
6 ноября введена в эксплуатацию новая линия, также проложенная на месте снятых трамвайных путей, по улицам М. Горького, Мичурина, Рахова, от проспекта Ленина до 1-й Совбольницы. Кольцо на ул. М. Горького расположено вокруг к/т «Ударник», ныне здания Областной научной библиотеки. С открытием новой линии организован маршрут № 3 «Кинотеатр „Ударник“ (ул. Московская) — 1-я Советская больница».
Построено троллейбусное депо № 1 вместимостью 45 машин.
1956 год
В Энгельсе открыта обкаточная троллейбусная линия «завод им. Урицкого—пл. Ф. Энгельса».
21 декабря введено в эксплуатацию троллейбусное депо № 1 (Кировское) на 100 машин и служебная линия к нему по ул. Аткарской от ул. Ленина (Московской).
Троллейбусный парк составляет 56 единиц. На 1957 год запланировано строительство линии от Музейной площади до стадиона «Буревестник».
1957 год
30 апреля введён в эксплуатацию оборот:
- ул. Шелковичная, ул. Пугачевская, ул. Новоузенская, к западу от ул. Хользунова.

С открытием нового участка продлен маршрут
- № 3 «Кинотеатр „Ударник“ — 1-я Советская больница».

1958 год
30 апреля введена в строй новая троллейбусная линия длиной более 5 километров по ул. Чернышевского, от проспекта Ленина до ул. Дегтярной (оборот: Чернышевского — Музейная площадь — ул. Челюскинцев). С открытием новой линии 1 мая открыто движение по маршруту № 4 «Музейная площадь — Дегтярная площадь».
7 ноября открыто движение по новой линии по улицам Шелковичной (обратно по Новоузенской), Астраханской, 2-му Станционному проезду, Дегтярной до стадиона «Труд». С открытием новой линии продлён маршрут № 3 «кинотеатр „Ударник“ — стадион „Труд“»
1959 год
13 сентября открыто движение по новой линии по улицам Чернышевского, Орджоникидзе от Дегтярной до площади Орджоникидзе. С открытием новой линии продлен маршрут № 4 «Музейная площадь — площадь Орджоникидзе», время оборота 58 минут.
В Энгельсе начала эксплуатироваться пассажирская линия «пл. Ленина—з/д им. Урицкого».

### 1960-е
1960 год
На улицах Саратова стали эксплуатироваться троллейбусы новой модели — ЗиУ-5.
30 апреля введена в строй новая троллейбусная линия в Ленинский район
- ул. Астраханская, ул. Большая Горная, Красноармейский тракт (просп. 50 лет Октября), от проспекта Ленина до Трофимовского моста.

С открытием новой линии организован маршрут
- № 5 «Музейная площадь — Трофимовский мост»[6].

6 ноября открыт сквозной участок линии в центре города
- ул. Дегтярная от ул. Грибова до ул. Чернышевского.

С открытием нового участка организован маршрут
- № 6 «Кинотеатр „Ударник“ — Площадь Орджоникидзе».

1962 год
30 апреля открыто движение на новой линии к заводу Техстекло
- ул. 2-я Прокатная, ул. Зеркальная от Трофимовского моста до ул. Загороднева.

С открытием новой линии продлен маршрут
- № 5 «Музейная площадь — завод Техстекло»[17].

К 7 ноября построено новое оборотное кольцо:
- Набережная Космонавтов, проспект Ленина, ул. Лермонтова от ул. Октябрьской.

На новой линии организовано движение маршрута
- № 2 «Железнодорожный вокзал — Волга (Набережная Космонавтов)»

На действующих линиях открыт новый маршрут
- № 7 «Центральный колхозный рынок — завод Техстекло»

К концу года из 126 троллейбусов 50 стоят на Привокзальной площади разукомплектованные. Выпуск троллейбуса 30—35 единиц, из-за неисправностей они сходят с линии, к вечеру остаётся 10 машин.
1964 год
29 апреля открыта первая пассажирская линия в городе Энгельсе. Маршрут № 8 «Пл. Ленина — 1-й Микрорайон» (сквозная нумерация с Саратовом) прошёл по улицам Горького, Тельмана, Пушкина, Степной, проспекту Ф. Энгельса, подъезду к заводу им. Урицкого. Движение в Энгельсе открыли троллейбусы ЗиУ-5.
12 июля введено в эксплуатацию новое троллейбусное депо № 2 (Ленинское) на 100 машин.
Открыта 1-я очередь троллейбусного маршрута № 11 «ул. Буровая—пл. Ленина»
1965 год
К 10 июля 1965 построен автодорожный мост через Волгу, соединяющий Саратов и Энгельс. По нему построена троллейбусная линия и открыт маршрут № 9 «Саратов—Энгельс» до Предмостовой площади в Саратове.
1969—1972 год
В этот период закрыто движение на линии
- — Набережная Космонавтов, проспект Ленина, ул. Лермонтова от ул. Октябрьской

Восстановлено в прежних границах трасса маршрута
- № 2 «Железнодорожный вокзал — Волга».

Открыт маршрут
- № 10 «Железнодорожный вокзал — Сокурский тракт»[20].

### 1970-е
1970 год
18 января открыто движение по новым линиям
- ул. Университетская от проспекта Ленина до ул. Б. Горной.
- ул. Шехурдина, просп. Строителей от площади Ленина до ул. Тархова.

29 января продлён маршрут
- № 7 «Площадь Ленина — ул. Буровая».

26 марта введена в строй новая троллейбусная линия
- ул. Буровая от подъезда к депо № 2 до Московского шоссе.

С открытием новой линии изменены маршруты
- № 11 «Пл. Ленина — поселок Елшанка» (открыт на продленной линии)[20]
- № 7 — отменен.

28 апреля открыта новая троллейбусная линия в Энгельсе
- проспект Строителей, проспект Химиков от проспекта Энгельса до Химкомбината.

С открытием новой линии организован маршрут
- № 12 «Площадь Ленина — проспект Химиков»[11].

1971 год
18 марта в Энгельсе открыта односторонняя троллейбусная линия на участке
- ул. Космонавтов, ул. Ломоносова от проспекта Химиков до проспекта Строителей.

Троллейбусная линия, по которой отсутствовало постоянное движение, стала использоваться как служебная.
Маршрут № 12 при движении в сторону центра города проходит по новопостроенной линии.
1972 год
1 марта на улицах Саратова стали эксплуатироваться троллейбусы трёхдверной модели ЗиУ-9. Первоначально эта модель стала использоваться на самом напряженном маршруте — № 2
31 декабря открыты новые троллейбусные линии через Глебучев овраг по вновь построенному путепроводу
- ул. Антонова-Саратовского (Соколовая), ул. Чернышевского, от Предмостовой (Славянской) площади до ул. Челюскинцев.
- ул. Чернышевского, ул. Б. Горная от Челюскинцев до Предмостовой (Славянской) площади.

Продлён маршрут
- № 9 «Энгельс (площадь Ленина) — Саратов (Железнодорожный вокзал)»[11].

1973 год
Построена 1-я очередь троллейбусного маршрута
- № 7 «пл. Ленина—ВСО»[20]

1974 год
9 января открыта новая линия в Ленинском районе
- Петровский тракт (Московское шоссе) от Трофимовского моста до железнодорожного пересечения.

С открытием новой линии организован маршрут
- № 7 «Пл. Ленина — ВСО» через Трофимовский мост.

1975 год
Списан последний троллейбус модели МТБ-82.
1976 год
23 февраля открыто движение по новой линии в Заводской район
- проспект Энтузиастов, кольцо ул. Васильковская — ул. Вологодская — ул. Азина от площади Орджоникидзе (кон. остановка «Стадион Волга») до ул. Азина.

С открытием новой линии организован маршрут
- № 13 «Стадион „Волга“ — ул. Азина».

8 апреля с введением одностороннего движения в районе стадиона «Спартак» введена в строй новая односторонняя троллейбусная линия
- 2-й Станционный проезд, ул. Грибова до ул. Беляева (Дегтярная).

После чего демонтированы участки
- — ул. Беляева от ул. Чернышевского до ул. Грибова (северное направление)
- — ул. Беляева от 2-го Станционного пр-да до ул. Чернышевского (южное направление)

Маршрут № 3 проходит по новому оборотному кольцу. Маршрут № 6, который работал нестабильно — отменён.
1977 год
Открыт маршрут
- № 6 «Сокурский тракт—з/д „Техстекло“»[21]

1978 год
18 ноября открыто движение по новой линии в Энгельсе
- проспект Строителей от проспекта Химиков до ЗМК (южный край города).

С открытием новой линии организован маршрут
- № 14 «Пл. Ленина — Завод Металлоконструкций» [11].

1979 год
3 марта на действующих линиях открыт новый гибридный троллейбусный маршрут
- № 6 «Сокурский тракт — завод Техстекло»[источник не указан 1665 дней].

1 июля закрыто движение на линии
- — Проспект Энтузиастов к северу от площади Орджоникидзе

С закрытием линий изменены маршруты:
- № 4 «Музейная площадь — ул. Азина»[6] (продлён, поглотил 13-й).
- № 13 — отменен.

### 1980-е
1980 год
31 мая введена в строй новая линия по ул. Шехурдина от проспекта Строителей до Трофимовского моста. Трасса маршрута № 7 с тех пор проходит по ул. Шехурдина.
1981 год
6 октября открыто движение по новым линиям
- ул. Университетская, ул. Рабочая, ул. Ст. Разина, ул. Новоузенская, ул. Б. Садовая от ул. Вавилова до ул. Беговой (южная сторона).
- ул. Б. Садовая, ул. 2-я Садовая, ул. Аткарская, ул. Ст. Разина, ул. Рабочая, ул. Университетская от ул. Беговой до ул. Вавилова (северная сторона).

С открытием новой линии организован маршрут
- № 13 «вокзал — Политехнический институт»[11].

1983 год
4 июня с переводом проспект Кирова в пешеходную зону введена в строй новая линия в центре города (построена к 20 августа 1982 года)
- ул. Рахова, ул. Советская, ул. Чапаева, ул. Сакко и Ванцетти, ул. Радищева от ул. Вавилова до ул. Волжской.

После чего демонтирована старая линия в центе города
- — ул. Вавилова, площадь и проспект Кирова, от ул. Рахова до ул. Радищева.

С открытием нового участка изменен маршрут:
- № 2 — движение в обоих направлениях перенесено на ул. Рахова, ул. Советская, ул. Чапаева, ул. Сакко и Ванцетти, ул. Радищева

1984 год
Списан последний троллейбус модели ЗиУ-5.
Внесены изменения в схему маршрутов:
- № 6 — стал полукольцевым, с проспекта Строителей поворачивает на ул. Зеркальная, далее по 2-й Прокатной на пл. Ленина и по проспекту Строителей до Сокурского тракта.

1985 год
2 августа в связи с реконструкцией парка «Липки» и постоянными заторами движения в центре города введены в строй новые временные участки
- ул. Горького, Рабочий переулок от ул. Мичурина до ул. Чернышевского
- односторонняя линия — Нескучный переулок, ул. Лермонтова от ул. Чернышевского до Музейной площади (служебная линия)
- оборотное полукольцо; ул. Лермонтова, Князев переулок

Маршрут № 2 временами следует до ул. Лермонтова через ул. Горького, Рабочий пер с заворотом вокруг музея им. Федина.
1986 год
30 апреля в центре города построены новые линии
- ул. Коммунарная (Соборная), проезд Котовского, ул. Некрасова, ул. Революционная (Григорьева), кольцо: ул. Лермонтова, Обуховский пер., ул. Чернышевского.

После чего демонтированы старые линии
- — ул. Радищева, ул. Волжская, ул. Октябрьская от ул. Сакко и Ванцетти до Набережной Космонавтов
- — оборотное полукольцо; ул. Лермонтова, Князев переулок

Временный участок в центре города — ул. М. Горького, Рабочий пер. от Мичурина до ул. Чернышевского стал постоянным.
Внесены изменения в схему маршрутов:
- № 2 «Железнодорожный вокзал — ул. Лермонтова». (перенаправлен по новопостроенным линиям)
- № 2А «Железнодорожный вокзал — ул. Лермонтова (Музейная площадь)». (организован по измененной трассе маршрута № 2 по ул. М. Горького, ул. Чернышевского).

20 октября на действующих линиях открыт новый маршрут
- № 15 «Площадь Ленина — Музейная площадь». (укороченная 5-ка)

1987 год
26 декабря введена в строй новая троллейбусная линия в Елшанке
- Московское шоссе от 1-го Московского проезда до ул. Буровой.

С открытием новой линии продлён маршрут
- № 7 «Площадь Ленина — Елшанка»[20].

1988 год
26 сентября введена в строй новый короткий участок в центре города
- ул. Рахова, от ул. Советской до ул. Мичурина.

С открытием нового участка организован маршрут
- № 16 «Железнодорожный вокзал — Стадион „Спартак“ (ул. Грибова)»[11].

### 1990-е
1990 год
5 апреля в связи с ремонтом дороги на ул. Шелковичной надолго прекращено движение троллейбусов и введен в строй новый участок
- ул. Рахова, от ул. Шелковичная до ул. Новоузенская (временный);
- ул. Мичурина, ул. Хользунова от ул. Рахова до ул. Шелковичной.

Одновременно временно закрыт участок
- — ул. Рахова, ул. Шелковичная от ул. Мичурина до ул. Хользунова.

Маршруты № 3 и 16 в сторону стадиона «Спартак» следуют по ул. Хользунова.
В Энгельсе открыто троллейбусное депо на 100 машин и образовано самостоятельное Энгельсское троллейбусное управление.
1991 год
В феврале этого года отменены троллейбусные маршруты № 6 и 15
5 мая закрыта односторонняя служебная линия по Нескучному переулку и ул. Лермонтова.
- — Нескучный переулок, ул. Лермонтова от ул. Чернышевского до Музейной площади

Маршруты № 2А перестали заезжать на Музейную площадь и оборачиваются вместе с 2-кой.
1992 год
В Саратове появился первый сочленённый троллейбус ЗиУ-10 «Гармошка»
1 марта восстановлен по последней трассе троллейбусный маршрут № 6 «ул. Загороднева — ул. Тархова» (полукольцо).
21 мая построен короткий односторонний участок по ул. Хвесина от ул. Большой Горной до ул. Соколовой. До этого участка продлён маршрут № 1 «Железнодорожный вокзал — ул. Хвесина» (Саратовский вариант маршрута № 9).
В 1993 году СГЭТ по объёмам троллейбусных перевозок занял 3-е место в России.
1993 год
Закуплено 8 троллейбусов ЗиУ по цене 7,8 млн. рублей за единицу, при этом уже 40 троллейбусов превысили установленный срок эксплуатации (более 13 лет при нормативе 10 лет). Достигнута договорённость о поставках шарнирно-сочленённых троллейбусов ЗиУ. Проектируется новое троллейбусное депо в Заводском районе на месте лесозавода.
В Энгельсе появился первый сочленённый троллейбус ЗиУ-10 «Гармошка»
29 июня восстановлена после ремонта троллейбусная линия по ул. Рахова, ул. Шелковичная от ул. Мичурина до ул. Хользунова. Одновременно снята объездная линия по ул. Хользунова, от ул. Мичурина до Шелковичной. Маршруты № 3 и 16 возвращены на исходные трассы.
1 сентября с введением одностороннего движения в районе ул. Университетская — ул. Рабочая введен новый односторонний короткий участок по ул. Белоглинской, ул. Университетской от ул. Степана Разина до ул. Рабочей. Одновременно закрыт старый односторонний участок по ул. Ст. Разина, ул. Рабочей от ул. Белоглинской до ул. Университетской. Маршрут № 13 в сторону железнодорожного вокзала проходит по новой линии.
1996 год
В течение года в связи с нерентабельностью вновь отменен маршрут № 6.
1997 год
1 сентября открыта новая линия в центре города, проложенная на месте снятых трамвайных путей
- ул. Чапаева от ул. Московской до ул. Сакко и Ванцетти;
- ул. Чапаева от ул. Советской до ул. Чернышевского.

С открытием новой линии организован маршрут
- № 15 «Железнодорожный вокзал — площадь Орджоникидзе».

1999 год
1 сентября для удобства движения на перекрестке улиц Чапаева и Советской, введена новая линия по ул. Советской, ул. Радищева от ул. Чапаева до Соборной площади, после чего демонтирована старая линия в центре города по ул. Сакко и Ванцетти от ул. Чапаева до Соборной площади. Трасса маршрута № 2 проходит по ул. Советской вместо ул. Сакко и Ванцетти.

### 2000-е
2000—2001 год
В этот период закрывается движение по одностороннему участку
- — кольцо: ул. Васильковская — ул. Вологодская — ул. Азина,

с закрытием оборотного кольца сокращен маршрут
- № 4 «Музейная площадь — ул. Васильковская».

2004 год
23 марта на мосту Саратов-Энгельс рухнула опора, державшая контактную сеть. Возобновить движение по маршруту планировалось после окончания ремонтных работ, однако выяснилось, что мост требует капитального ремонта и не сможет до его проведения выдерживать троллейбусную контактную сеть. Все опоры на мосту были демонтированы, а контактная сеть ликвидирована. Движение было восстановлено только 2 июля 2021 года.
В течение года в связи с нерентабельностью отменены маршруты № 2А и 13.
2006 год
Восстановлено троллейбусное движение по прежней трассе маршрута
- № 2А «Железнодорожный вокзал — ул. Лермонтова».

25 августа временно возобновлено движение маршрута № 13 (на время закрытия трамвайных маршрутов № 9, 10 в связи с ремонтом теплотрассы) по сокращённой схеме: троллейбус не доезжает до ул. Беговой, поворачивая на 2-ю Садовую сразу с Большой Садовой, для чего был открыт короткий участок на пересечении улиц 2-й Садовой и Большой Садовой.
- № 13 «Железнодорожный вокзал — ул. 2-я Садовая».

Осенью маршрут был окончательно закрыт. Контактная сеть по состоянию на апрель 2024 года частично демонтирована.
19 августа в Энгельсе введена в строй новая односторонняя троллейбусная линия из-за отвода земли под конечной станцией всех городских троллейбусов под строительство торгового центра «Лазурный». Как позднее выяснилось, мэр города Лысенко предоставил эту землю под строительство ТЦ незаконно. Перенос конечной с привычной пл. Ленина на «малообитаемую» ул. Петровскую понизил пассажиропоток всех троллейбусных маршрутов. Позже, с восстановлением сети, возможность уезжать из центра на троллейбусе возобновится, с переносом конечной с ул. Петровской на «Ленту» (кольцо на ул. Лесозаводская/Трудовая).
- ул. Петровская от ул. Калинина до ул. Горького.

После этого демонтированы старые линии в центре города:
- — ул. Калинина от ул. Петровской до пл. Ленина;
- — ул. Горького от пл. Ленина до ул. Петровской.

Маршруты № 8, 12, 14 от пл. Ленина проходят по ул. Калинина и Петровского и далее по своим трассам. Обратно к пл. Ленина проходят по ул. Горького.
2008 год
- На улицах Саратова стали эксплуатироваться новые троллейбусы модели ЗиУ-682Г-016.02, ЗиУ-682Г-016.04, Тролза-5275.05, Тролза-5275.06 «Оптима» и Тролза-5265.00 «Мегаполис». Также в Саратове и Энгельсе списаны все сочленённые троллейбусы ЗиУ-10 «Гармошка»

2009 год
14 декабря восстановлен по последней трассе маршрут
- № 6 «ул. Загороднева — ул. Тархова» (полукольцо).

### 2010-е
2010 год
- 1 декабря в связи с нерентабельностью вновь отменен маршрут № 6.

2012 год
- В августе в связи с капитальным ремонтом ул. Московской временно закрыт маршрут № 1 «Ж/д вокзал — ул. Хвесина». Временно сокращен маршрут № 5 «пл. Музейная — ул. Загороднева». Он осуществляет разворот не на Музейной площади, а у ЦКР, по трассе маршрута № 10[26].

2013 год
- В июле-августе в связи с продолжением капитального ремонта ул. Московской вновь закрывается маршрут № 1, также закрыт № 15 и сокращены сначала № 5 до ЦКР, потом № 5 восстановлен и до ЦКР сокращён № 10. В конце года по городу проходит паника в связи с возможным отключением электроэнергии в связи с задолженность МУПП СГЭТ. Тролли из социальных сетей публикуют схему, по которой якобы будет поэтапно прекращена работа маршрутов электротранспорта.

2015 год
- Происходит сокращение штата работников в «Саратовгорэлектротранс».
- 8 апреля из-за долгов перед энергетиками (около 19 млн рублей) была обесточена подстанция которая питает линию на московском шоссе, в связи с этим временно прекратил работу маршрут № 7. Из за напряжённой финансовой обстановки предприятия предполагалось дальнейшее отключение подстанций.

2016 год
- В Саратов начали прибывать троллейбусы б/у из Москвы модели АКСМ-20101 белорусского производства. Всего их прибыло 20 машин.
- 14 октября запущен в тестовом режиме новый троллейбусный маршрут № 5Д «Музейная площадь — ул. Тархова». Маршрут следует до пл Ленина как маршрут № 5, а после — как маршрут № 10. Выпуск на маршрут составил всего лишь 2 машины. В ноябре № 5Д «Музейная площадь — ул. Тархова» отменён, так как не востребован по мнению чиновников.

2017 год
- 22 марта стало известно, что из 20 АКСМ-20101, подаренных Москвой, на линии в течение года выйдут только 11, остальные разберут на запчасти.
- в Энгельсе закрыт троллейбусный маршрут № 12. Трасса маршрута № 14 частично проходит через бывшее кольцо маршрута № 12. Одновременно с этим конечную маршрутов № 8 и 14 с площади Ленина переносят на кольцо на пересечении улиц Лесозаводской и Трудовой

2018—2019 годы
- Списаны все московские б/у троллейбусы АКСМ-20101[27]. С пассажирами ни один из них не работал.
- 30 июля — 12 сентября 2019 — в связи с ремонтом теплотрассы под ул. Чернышевского остановлено движение маршрута № 4, маршрут № 15 продлён от пл. Орджоникидзе до ул. Азина[28].
- 12 ноября 2019 — из-за ремонта Трофимовского моста маршрут троллейбуса № 5 изменён и следует от Музейной площади до посёлка Елшанка[29].
- декабрь 2019 — в Кировское депо поступают новые троллейбусы модели Тролза-5275.03 «Оптима» из заказа в 7 машин, ранее предназначенных для Красноярска.
- 21 декабря 2019 — в связи с разборкой Трофимовского моста остановлено движение по маршруту № 7[30].

### 2020-е
2020 год
- Прибывают 90 троллейбусов «Тролза», БКМ и СВАРЗ-МАЗ, списанные в Москве в связи с закрытием троллейбусной системы[31][32].
- Итальянская забастовка водителей Кировского троллейбусного депо, протестующих против низких зарплат, необходимости работать на неисправных троллейбусах и против перевода директора депо на другую должность. Создан независимый профсоюз работников электротранспорта[33].
- Август — анонсируется существенно повышение зарплат по предприятию[34]. Вследствие этого произошёл отток сотрудников из «Энгельсэлектротранса», после чего в декабре сотрудники ЭЭТ обратились с просьбой объединить предприятия и восстановить междугородний маршрут № 9[35].
- 7 декабря — возобновлено движение троллейбусного маршрута № 5 до конечной станции «Улица Загороднева» после реконструкции Трофимовского путепровода[36]. Вводившаяся на время ремонта моста трасса стала новым маршрутом № 5а.
- 11 декабря — губернатор Саратовской области Валерий Радаев поручил разработать график работ по восстановлению движения троллейбусного маршрута № 9 «Саратов—Энгельс»[37].
- 23 декабря — после реконструкции Трофимовского путепровода восстановлено движение троллейбусного маршрута № 7[38].

2021 год.
- Январь — опубликован проект приказа об установлении межмуниципального троллейбусного маршрута № 109 «Саратов (Ж/д вокзал) — Энгельс (ЗАО „Тролза“)»[39]. 17 марта приказ был подписан, установлена трасса будущего маршрута и определён максимальный выпуск в 20 единиц[40]. Проведён конкурс на обустройство контактной сети на мосту сметной стоимостью 50 млн руб. Закончить монтаж контактной сети планируется к 1 июля 2021 года[41].
- 2 июля после 17 лет перерыва восстановлено движение по междугородному троллейбусному маршруту «Саратов (ж/д вокзал) — Энгельс (Тролза)» под № 109 (бывший 9). Стоимость проезда за наличный расчёт по городу 23 рубля, как и в обычных маршрутах, межгород — 26 рублей[42][43]. Маршрут обслуживается «Саратовгорэлектротрансом» и «Энгельсэлектротрансом» совместно (по 10 троллейбусов)[44]. На линию выходят 20 машин 2 типов: низкопольные троллейбусы «Мегаполис» и полунизкопольные «Оптима» производства энгельсского троллейбусного завода. Помимо работающих на маршруте машин, один троллейбус находится в запасе. Через две недели восстановленная линия впервые была использована для перегонки с Энгельсского завода ПК «Транспортные системы» своим ходом новых троллейбусов «Адмирал», поставляемых в Саратов (партия в 10 машин из общего заказа в 70 единиц)[45]. Это первый крупный заказ подвижного состава саратовского электрического транспорта с 2008 года.
- 2 сентября без строительства контактной сети, посредством троллейбусов с увеличенным автономным ходом, продлён маршрут № 10 по улице Тархова, Кузнецова, с возвращением по проспекту Героев Отечества, Топольчанской, Тархова[46].

2022–2024 годы.
- 1 мая 2022 года стоимость проезда повышена с 23/21 рубля до 29/25 рублей наличными и безналичными соответственно[47].
- 1 января 2023 года стоимость проезда снова повышена: с 29/25 рубля до 30/27 рублей наличными и безналичными соответственно[1].
- 4 марта 2024 года на маршрут 109 вышли электробусы Volgabus-5270 E с ночной зарядкой[48].

## Маршруты

### Действующие
По состоянию на апрель 2023 года в Саратове и Энгельсе действуют 14 троллейбусных маршрутов. Некоторые пропуски в нумерации маршрутов обусловлены тем, что до 2004 года троллейбусные системы Саратова и Энгельса были объединены.
| Действующие маршруты саратовского и энгельсского троллейбуса |                                         | |                                    |
| №                                                            | Конечные пункты                         | Примечание | Длина, км                          |
| 1                                                            | Ж/д вокзал — Улица Хвесина              | Открыт 6 ноября 1952 года до Театральной пл., через полгода продлён до Музейной пл. После возобновления междугородного маршрута 109 работает только как дежурный или в случае закрытия движения 109 в Энгельс                                           | 5,2                                |
| 2                                                            | Ж/д вокзал — Улица Лермонтова           | Открыт 1 мая 1954 года | 5,5                                |
| 2А                                                           | Ж/д вокзал — Улица Лермонтова           | Открыт 30 апреля 1986 года | 5,7                                |
| 3                                                            | Улица Грибова — Театральная площадь     | Открыт 5 ноября 1955 года от Театральной пл. до 1-й Совбольницы, в 1960 продлён до нынешней конечной. | 5,5                                |
| 4                                                            | Музейная площадь — Улица Васильковская  | Открыт 30 апреля 1958 года до Дегтярной улицы, в 1960 продлён до пл. Орджоникидзе, в 1979 — до ул. Азина, затем несколько сокращён до ул. Васильковской, но в маршрутоуказателях до сих пор пишется ул. Азина.                                          | 12,3                               |
| 5                                                            | Музейная площадь — Улица Загороднева    | Открыт 30 апреля 1960 года до Трофимовского моста, в 1962 продлён до ул. Загороднева. С 12 ноября 2019 по 7 декабря 2020 на время реконструкции Трофимовского моста направлен в пос. Елшанка.                                                           | 13,0                               |
| 5а                                                           | Музейная площадь — Посёлок Елшанка      | Открыт 7 декабря 2020 года после открытия Трофимовского моста. | 16,5                               |
| 7                                                            | Площадь Ленина — Посёлок Елшанка        | Открыт 9 января 1974 года от пл. Ленина до ВСО, в 1987 году продлён до пос. Елшанка. С 21 декабря 2019 по 23 декабря 2020 года на время реконструкции Трофимовского моста не работал.                                                                   | 6,3                                |
| 10                                                           | Ж/д вокзал — Улица Кузнецова            | Открыт 18 января 1970 года (пробный пуск 31 декабря 1969 года). Продлён до ул. Кузнецова 2 сентября 2021 года за счёт автономного хода. | 15,4 (10,9 до Тархова, 4,5 без КС) |
| 11                                                           | Площадь Ленина — Посёлок Елшанка        | Открыт в 1964 году до депо на ул. Буровой, продлён до нынешней конечной в Елшанке 26 марта 1970 года. | 7,5                                |
| 14                                                           | Гипермаркет Лента — ЗМК                 | Открыт 18 ноября 1978 года по трассе Площадь Ленина - Завод Металлоконструкций (ЗМК) | 11,6                               |
| 15                                                           | Ж/д вокзал — Площадь Орджоникидзе       | Открыт 1 сентября 1997 года взамен ликвидированного трамвайного маршрута № 15. | 9,1                                |
| 16                                                           | Ж/д вокзал — Улица Грибова              | Открыт 26 сентября 1988 года | 5,6                                |
| 109                                                          | Саратов (Ж/д вокзал) — Энгельс (Тролза) | С 1965 (до Предмостовой площади) и с 31.12.1972 (до ж/д вокзала) по 23 марта 2004 года работал под № 9. 23 марта из-за падения опоры, держащей контактную сеть на мосту Саратов-Энгельс, движение маршрута прекратилось. Восстановлен 2 июля 2021 года. | 17,2                               |

### Закрытые
| Закрытые маршруты Саратовского троллейбуса |                                                 | |                                                                       |
| №                                          | Конечные пункты                                 | Примечание | Работал                                                               |
| 6                                          | Улица Тархова — Улица Ленина                    | Было заявлено, что маршрут экспериментальный и при востребованности останется как постоянный. 29 ноября 2010 года вышло решение, что в связи с нерентабельностью с 1 декабря 2010 года маршрут снова закрывается | С 14 декабря 2009 по 1 декабря 2010 года                              |
| 8                                          | Гипермаркет Лента — Тролза                      | Объединён с маршрутом №9 под номером 109. | С 18 ноября 1978 по 2 июля 2021                                       |
| 9                                          | Саратов (Ж/д вокзал) — Энгельс (Площадь Ленина) | 23 марта из-за падения опоры, держащей контактную сеть на мосту Саратов-Энгельс, движение маршрута прекратилось. Маршрут был восстановлен под номером 109 с продлением до завода Тролза.                         | С 22 января 1966 по 23 марта 2004                                     |
| 12                                         | Площадь Ленина (Энгельс) — Проспект Химиков     | Объединён с маршрутом № 14. | С 27 апреля 1970 по 1 октября 2016, официально отменён 17 марта 2017. |
| 13                                         | Ж/д вокзал — Улица Беговая                      | Формально маршрут остановлен, но не закрыт, часть контактной сети сохраняется. 1530 метров контактной сети из 4770 было демонтировано                                                                            | С 6 октября 1981 года по 2004 год                                     |
| 15                                         | Пл. Ленина (Саратов) — Музейная площадь         | Являлся укороченным вариантом 5 маршрута | С 20 октября 1986 по февраль 1991 года                                |

## Подвижной состав
В городе действуют два депо: № 1 Кировского района и № 2 Ленинского района. Также, до отделения Энгельсского троллейбусного управления, в ведении Саратовского ТТУ находилось троллейбусное депо № 3 в Энгельсе. В 1990-х было начато строительство троллейбусного депо № 4 в Заводском районе, но с распадом СССР и отсутствием финансирования строительство было заморожено. На 25.04.2010 на территории находились списанные троллейбусы. По состоянию на 11.05.2011 территория использовалась как склад хранения списанного оборудования.
Количество троллейбусов по состоянию на 2 июля 2020 года составляет 201 единицу. Большинство троллейбусов, эксплуатируемых в Саратове — это троллейбусы типа ПКТС-6281.00, 6281.01 «Адмирал» (70 единиц), Тролза-5265.00 «Мегаполис» (48 единиц), Тролза-5275.05, 5275.06, 5275.03 «Оптима» (41 единица), ЗиУ-682 (14 единиц), произведённые в Энгельсе.
В 2016 году поступили партии троллейбусов БКМ-20101, в 2020-м БКМ-321, списанных в Москве при ликвидации московского троллейбуса. Первая партия (БКМ-20101) в эксплуатацию не пошла из-за плохого технического состояния, троллейбусы разрезаны в лом, вторая после оформления документов вышла на линию. По состоянию на 14 октября 2020 года из Москвы прибыла партия из 80 троллейбусов в Ленинское депо: Тролза-5265.00 «Мегаполис» — 36 шт., БКМ 321 — 25 шт., СВАРЗ-МАЗ-6275 — 19 шт.
13 июля 2021 года с завода в Энгельсе поставлена первая партия из 10 новых троллейбусов 6281.00 «Адмирал» (общий заказ 70 единиц).
В начале декабря закончилась поставка новых троллейбусов 6281.00 и 6281.01 «Адмирал» в количестве 70 единиц в оба депо города.

### Нумерация подвижного состава[57]
- 1ххх — Троллейбусное депо № 1 (Кировское)
- 2ххх — Троллейбусное депо № 2 (Ленинское)
- 3ххх — Энгельсское троллейбусное депо

## Перспективы
- Продление троллейбусного маршрута № 3 до поселка Юбилейный, в перспективе до «Леруа Мерлен» с возможным присвоением № 3А.
- Продление троллейбусного маршрута № 7 по Московскому шоссе в поселки Дачный, Жасминный и Соколовый.
- Продление троллейбусного маршрута № 15 до улицы Левина в микрорайон «Авиатор», в перспективе продление маршрута в поселки Красный Текстильщик, Александровку, Багаевку.
- Объединение МУПП «СГЭТ» с «Энгельсэлектротрансом» и создание нового государственного предприятия областного уровня.

## Стоимость проезда
- С сентября 2000 — 2,5 рубля[58].
- С апреля 2002 — 3 рубля[58] (+20%).
- С 1 февраля 2006 — 5 рублей[59] (+66%).
- С 1 марта 2007 — 7 рублей[60] (+40%).
- C 1 ноября 2010 — 10 рублей[59] (+43%).
- С 1 августа 2012 — 12 рублей[61] (+20%).
- С 1 октября 2014 — 15 рублей[62] (+25%).
- С 1 декабря 2015 — 17 рублей[63] (+13%).
- С 1 августа 2018 — 23 рубля наличными, 21 рубль банковской картой[64] (+30%).
- С 1 мая 2022 — 29 рублей наличными, 25 рублей банковской картой[47] (+21%).
- С 1 января 2023 — 30 рублей наличными, 27 рублей банковской картой[1] (+3,5%).